# 오스카르 알바레스 곤살레스
오스카르 알바레스 곤살레스(스페인어: Óscar Álvarez González; 1902년 5월 1일, 아스투리아스 주 오비에도 ~ 1972년 6월 11일, 아스투리아스 주 오비에도)는 스페인의 전 축구 선수로, 20세기 초 리카르도 사모라의 후보 골키퍼로 활약하던 스페인 국가대표 골키퍼였으며, 현역 시절을 오비에도 연고 구단에서만 보냈다. 첫 소속 구단 오베텐세는 데포르티보 오비에도와 1926년에 합병되어 오늘날의 오비에도가 되었다. 그는 이후 감독으로도 활약했는데, 전국 1부 및 2부 리그에 속한 아스투리아스 구단들을 지휘했다.
그는 골키퍼로 활약하던 동료의 부상으로 골문을 지키면서 골키퍼를 맡기 시작했는데, 이 영역에서 두각을 나타낸 그는 이후에도 계속 골문을 지켰다.
그는 지역 리그에서 활약할 때부터 활약이 널리 알려졌지만, 스페인 지역 리그에서의 선전으로 전국 대회에 참가하면서 더 큰 명성을 쌓았다. 바스크와 카탈루냐 연고 구단을 떨어뜨린 후, 1923년 2월 25일에 아스투리아스 대표팀은 비고의 코야 구장에서 갈리시아 대표팀을 3-1로 꺾고 전국 대전 정상에 올랐다.
그는 오베텐세와 데포르티보 오비에도의 합병으로 오비에도 유니폼을 입은 초창기 선수로, 합병 첫날부터 주장을 맡아 내전으로 축구가 중단되기 전까지 활약했고, 1930년에 빗장뼈 골절로부터 완전히 회복해 다시 현장에 복귀하기도 했다.
감독으로서, 그는 1941-42 시즌에 1부 리그의 오비에도를 지휘했다. 전국 무대에서, 그는 또다른 아스투리아스 구단이자 2부리그에 속한 미에레스의 카우달 데포르티보를 1951년부터 1953년까지 지휘하기도 했다. 1954-55 시즌, 그는 레알 아빌레스를 지도했고, 그 다음 시즌에는 오비에도를, 그리고 1957-58 시즌에는 라 펠게라를 지휘했다.